# تلخ (فیلم)
تلخ فیلمی به کارگردانی مجید اسماعیلی و نویسندگی مشترک مجید اسماعیلی ، امیرمحمد عبدی و تهیه‌کنندگی عباس روزیطلب محصول سال ۱۳۹۶ است.

## خلاصه داستان
قصه فیلم کوتاه «تلخ» روایتگر دختر جوانی به نام الهام است که به دلیل اعتیاد پدرش قصد دارد که با ازدواجش زندگی جدید و آرامی را آغاز کند. داستان از ساعاتی قبل از مراسم خواستگاری آغاز می‌شود. الهام به همراه مادرش در تدارک مراسم می‌باشند که …

## بازیگران
- هستی رحیمی زاده
- زاوش تقوایی
- پریسا درافشان
- سید یاسین جعفری

## جوایزو افتخارات
دریافت جایزه ویژه هیت داوران از جشنواره بین المللی فیلم شهر ۱۳۹۸